# 何界生
何界生（1943年—），女，汉族，湖北大悟人，中华人民共和国政治人物，曾任湖北省卫生厅厅长，中共湖北省委常委，中华人民共和国卫生部副部长，中华预防医学会会长，中央金融工会主席。